# أحمد يوسف (لاعب كرة قدم مصري)
أحمد يوسف لاعب كرة قدم مصري، يلعب حاليًا لنادي مصر في مركز خط الوسط.

## إحصائيات مشاركاته
آخر تحديث في 1 مايو 2018

### مع الأندية
| الفريق     | الموسم    | الدوري  | الدوري | الكأس   | الكأس | البطولات القارية | البطولات القارية | الإجمالي | الإجمالي |
| الفريق     | الموسم    | مشاركات | أهداف  | مشاركات | أهداف | مشاركات          | أهداف            | مشاركات  | أهداف    |
| ---------- | --------- | ------- | ------ | ------- | ----- | ---------------- | ---------------- | -------- | -------- |
| غزل المحلة | 2015–2016 | 6       | 0      | 0       | 0     | —                | —                | 6        | 0        |
| غزل المحلة | الإجمالي  | 6       | 0      | 0       | 0     | —                | —                | 6        | 0        |
| إنبي       | 2016–2017 | 0       | 0      | 0       | 0     | —                | —                | 0        | 0        |
| إنبي       | 2017–2018 | 8       | 0      | 0       | 0     | —                | —                | 8        | 0        |
| إنبي       | الإجمالي  | 8       | 0      | 0       | 0     | —                | —                | 8        | 0        |

## وصلات خارجية
- أحمد يوسف على موقع قاعدة بيانات كرة القدم.إي يو (الإنجليزية)
- أحمد يوسف على موقع Soccerway.com (الإنجليزية)